# Reg (Kandahâr)
Pour les articles homonymes, voir REG.
Reg est un district situé dans la partie sud de la province de Kandahâr, en Afghanistan. 
Il est bordé par la province d'Helmand à l'ouest, par les districts de Panjwai et de Daman au nord, par le district de Shorabak à l'est et par le Pakistan au sud. L'ensemble du district est un désert et il n'y a que quelques communautés de taille importante.

## Crédit d'auteurs
- (en) Cet article est partiellement ou en totalité issu de l’article de Wikipédia en anglais intitulé « Reg District (Kandahar) » (voir la liste des auteurs).